# Nekrolog 1843
Nekrolog
◄◄
| ◄
| 1839
| 1840
| 1841
| 1842
| 1843 | 1844 | 1845 | 1846 | 1847 | ► | ►►
Weitere Ereignisse | Allgemeiner Nekrolog 1843
Die Beschreibung der verstorbenen Person sollte so kurz wie möglich gehalten sein und nur deren signifikante Tätigkeit(en) enthalten.
Neue Namen ggf. auch unter dem Geburts- und Sterbedatum, also etwa unter 1. Januar und im Geburts- und Sterbejahr (2024) eintragen (nur bei entsprechender großer Wichtigkeit). Für Beispiele siehe die schon vorhandenen Artikel.
Außerdem über die fünf zuletzt Verstorbenen, zu denen es einen ausreichend guten Artikel für eine Präsentation auf der Hauptseite gibt, nach der todesbedingten Überarbeitung der Artikel ggf. auch unter Wikipedia Diskussion:Hauptseite informieren und sie am besten auch in den anderen Wikipedia-Sprachversionen eintragen. Tipp: Regelmäßig bei news.google.de nach „ist tot“, „gestorben“ oder „verstorben“ suchen.
Wenn eine Person gestorben ist, gibt es viele Seiten zu dieser Person in der Wikipedia, die davon auch betroffen sind und entsprechend aktualisiert werden müssen. Beispiele: Namenübersichtsseite, Geburtsjahr, Geburtsort-Seiten und viele mehr.
Wie finde ich die betroffenen Seiten?
Im Suchfeld auf der linken Seite gibt man den Suchbegriff so ein: „Vorname Nachname“. Dann klickt man auf Volltext und alle Seiten mit entsprechendem Suchtext werden aufgerufen. Hier sieht man dann schnell, wo auch das Todesjahr Sinn macht oder sogar ein Teil des Artikels angepasst werden muss. Auch hilft das „Werkzeug“ auf der linken Seite sehr gut, um solche Seiten aufzufinden: „Links auf diese Seite“. Somit ist die Wikipedia wieder aktuell in allen Bereichen! Hinweis: bei Eintragung der Kategorie „Gestorben JAHR“ wird der Missbrauchsfilter 49 ausgelöst, was jedoch nicht schlimm ist. Siehe: Spezial:Missbrauchsfilter/49
Dies ist eine Liste von im Jahr 1843 verstorbenen bekannten Persönlichkeiten. Die Einträge erfolgen innerhalb der einzelnen Daten alphabetisch sortiert. Tiere sind im Nekrolog für Tiere zu finden.

## Januar
| Tag        | Name                                    | Beruf, bekannt als | Alter | Beleg |
| ---------- | --------------------------------------- | --- | ----- | ----- |
| 1. Januar  | Johann Christian Dolz                   | deutscher Pädagoge | 73    |       |
| 1. Januar  | Giovita Scalvini                        | italienischer Dichter und Literaturkritiker                                                                                | 51    |       |
| 4. Januar  | Stevens Mason                           | Gouverneur von Michigan | 31    |       |
| 4. Januar  | Petronella Moens                        | niederländische Autorin und Dichterin                                                                                      | 80    |       |
| 5. Januar  | Anton Müller                            | österreichischer Schriftsteller, Professor für Ästhetik und Altphilologe                                                   | 50    |       |
| 6. Januar  | Georg Becker                            | Landtagsabgeordneter Großherzogtum Hessen                                                                                  | 60    |       |
| 7. Januar  | Franz Schoberlechner                    | österreichischer Pianist und Komponist                                                                                     | 45    |       |
| 8. Januar  | Johann Gotthard Zigra                   | deutscher Apotheker und Archivar                                                                                           | 69    |       |
| 9. Januar  | William Hedley                          | englischer Grubendirektor                                                                                                  | 63    |       |
| 10. Januar | Franz Seraphicus Schmid                 | römisch-katholischer Geistlicher und Autor                                                                                 | 78    |       |
| 11. Januar | Francis Scott Key                       | amerikanischer Rechtsanwalt und Amateurdichter                                                                             | 63    |       |
| 12. Januar | Ernst Friedrich Ferdinand Robert        | deutscher Maler und Hochschullehrer                                                                                        | 79    |       |
| 13. Januar | Louise Auguste von Dänemark             | Prinzessin von Dänemark, durch Heirat Herzogin von Schleswig-Holstein-Sonderburg-Augustenburg                              | 71    |       |
| 14. Januar | Josef Anton Köpfle                      | österreichischer Maler | 85    |       |
| 16. Januar | Augustin Schibig                        | Schweizer Priester | 76    |       |
| 20. Januar | William Sawrey Gilpin                   | englischer Gartenarchitekt und Maler                                                                                       | 80    |       |
| 22. Januar | Mensen Ernst                            | norwegischer Schnellläufer                                                                                                 |       |       |
| 23. Januar | Friedrich de la Motte Fouqué            | deutscher Dichter der Romantik                                                                                             | 65    |       |
| 26. Januar | Othmar Weis                             | deutscher Benediktinerpater und Autor                                                                                      | 72    |       |
| 27. Januar | Joseph Schipfer                         | nassauischer Abgeordneter und Plansprachenautor                                                                            | 81    |       |
| 29. Januar | Wilhelm Abeken                          | deutscher Archäologe | 29    |       |
| 29. Januar | Johann Ludwig Alexander Herrenschneider | Meteorologe; Mathematiker; Astronom; Physiker                                                                              | 82    |       |
| 29. Januar | Karl Wilhelm von Scheibler              | deutscher Soldat in österreichischen Diensten im Range eines Feldmarschallleutnant sowie Festungskommandant von Josefstadt | 70    |       |
| 30. Januar | Friedrich von Adelung                   | deutscher Jurist und Philosoph                                                                                             | 74    |       |
| 30. Januar | Karl Gottfried Kelle                    | evangelischer Theologe, Pfarrer und Autor                                                                                  |       |       |
| 31. Januar | Martin Buckwar                          | sorbischer Pfarrer | 53    |       |
| 31. Januar | Alexander von Miltitz                   | deutscher Diplomat und Schriftsteller                                                                                      |       |       |

## Februar
| Tag         | Name                                                  | Beruf, bekannt als                                                       | Alter | Beleg |
| ----------- | ----------------------------------------------------- | ------------------------------------------------------------------------ | ----- | ----- |
| 1. Februar  | David Fullerton                                       | US-amerikanischer Politiker                                              | 70    |       |
| 5. Februar  | Wassili Wassiljewitsch Orlow-Denissow                 | russischer General der Kavallerie                                        | 67    |       |
| 6. Februar  | Hagop Bedros VII. Holassian                           | Patriarch von Kilikien der Armenisch-katholischen Kirche                 |       |       |
| 7. Februar  | Antoni Laub                                           | polnischer Maler und Lithograf in Galizien                               | 50    |       |
| 8. Februar  | Joel Thompson                                         | US-amerikanischer Jurist und Politiker                                   | 82    |       |
| 9. Februar  | Traugott Gotthilf Voigtel                             | deutscher Historiker und Bibliothekar                                    | 76    |       |
| 10. Februar | Richard Carlile                                       | englischer Verleger                                                      | 52    |       |
| 11. Februar | Anton Duttenhofer                                     | deutscher Kupferstecher                                                  | 30    |       |
| 11. Februar | Johann Daniel Riedel                                  | deutscher Apotheker und Unternehmer                                      | 56    |       |
| 12. Februar | Emilie von Reichenbach-Lessonitz                      | Geliebte und später Ehefrau des Kurfürsten Wilhelm II. von Hessen-Kassel | 51    |       |
| 13. Februar | Nathaniel Chipman                                     | US-amerikanischer Politiker                                              | 90    |       |
| 14. Februar | Joseph Guhmann                                        | Beamter des Hochstifts Speyer und badischer Beamter                      | 80    |       |
| 14. Februar | Carl Ferdinand Schwetschke                            | deutscher Verleger                                                       | 44    |       |
| 15. Februar | Alexander Viets Griswold                              | Presiding Bishop der Episcopal Church in the USA                         | 76    |       |
| 15. Februar | Theodoros Kolokotronis                                | griechischer Freiheitskämpfer und Partisanenführer                       | 72    |       |
| 15. Februar | Wilhelm Reimherr                                      | Frankfurter Militär und Politiker                                        | 49    |       |
| 18. Februar | Karl Rikli                                            | Schweizer evangelischer Geistlicher                                      | 51    |       |
| 20. Februar | Reasin Beall                                          | US-amerikanischer Politiker                                              | 73    |       |
| 20. Februar | Eleonore Maximiliane Ottilie Henckel von Donnersmarck | Oberhofmeisterin in Weimar                                               | 86    |       |
| 20. Februar | Maria Eugenia Küng                                    | Schweizer Äbtissin der Benediktinerinnen                                 | 37    |       |
| 20. Februar | Johann Heinrich Oesterreicher                         | deutscher Anatom und Hochschullehrer                                     |       |       |
| 21. Februar | Johanna Göcking                                       | deutsche Theaterschauspielerin                                           | 51    |       |
| 21. Februar | Friedrich von Sallet                                  | deutscher Schriftsteller                                                 | 30    |       |
| 22. Februar | Carl Heinrich Butenop                                 | deutscher Theaterschauspieler, -leiter sowie Sänger (Tenor)              | 90    |       |
| 24. Februar | Friedrich Buchholz                                    | deutscher Schriftsteller                                                 | 75    |       |
| 24. Februar | Giacomo Giustiniani                                   | italienischer Geistlicher, Kurienkardinal                                | 73    |       |
| 26. Februar | Tommaso Rima                                          | Schweizer Militärarzt                                                    | 67    |       |

## März
| Tag      | Name                                  | Beruf, bekannt als | Alter | Beleg |
| -------- | ------------------------------------- | --- | ----- | ----- |
| 2. März  | Mark Harris                           | US-amerikanischer Politiker                                                                                                  | 64    |       |
| 3. März  | David Porter                          | US-amerikanischer Marineoffizier und Commodore                                                                               | 63    |       |
| 4. März  | Johann Conrad Hentze                  | deutscher Politiker | 64    |       |
| 6. März  | Johann Carl Bock                      | deutscher Kupferstecher | 85    |       |
| 8. März  | Benjamin Emmons                       | US-amerikanischer Geschäftsmann, State Auditor von Vermont, Mitglied beider Kammern der Legislative von Missouri (1801–1806) | 65    |       |
| 8. März  | David R. Evans                        | US-amerikanischer Politiker                                                                                                  | 74    |       |
| 9. März  | Friedrich Ludwig von Kauffmann        | württembergischer Oberamtmann                                                                                                | 78    |       |
| 10. März | Richard M. Cooper                     | US-amerikanischer Politiker                                                                                                  | 75    |       |
| 10. März | Christian August Pohlenz              | deutscher Komponist und Gesangslehrer, Gewandhauskapellmeister                                                               | 52    |       |
| 14. März | Tristram Shaw                         | US-amerikanischer Politiker                                                                                                  | 56    |       |
| 15. März | Anton Georg Kölbl                     | österreichischer Künstler und Münzmeister                                                                                    | 72    |       |
| 16. März | Anton Reinhard Falck                  | niederländischer Politiker                                                                                                   | 65    |       |
| 16. März | Henriette Dauer-von Etzdorf           | deutsche Theaterschauspielerin und Opernsängerin                                                                             |       |       |
| 16. März | Thomas Shannon                        | US-amerikanischer Politiker                                                                                                  | 56    |       |
| 17. März | Karl Seydelmann                       | deutscher Schauspieler | 49    |       |
| 18. März | Ludwig Stieglitz                      | deutsch-russischer Bankier und Unternehmer                                                                                   | 63    |       |
| 20. März | Salomo Tiktin                         | königlicher Landesrabbiner in Schlesien                                                                                      |       |       |
| 21. März | Johann Gottfried Scheibel             | lutherischer Theologe in Deutschland                                                                                         | 59    |       |
| 21. März | Robert Southey                        | englischer Dichter, Geschichtsschreiber und Kritiker                                                                         | 68    |       |
| 21. März | Karl Wolfgang Unzelmann               | deutscher Schauspieler und Sänger                                                                                            | 56    |       |
| 21. März | Guadalupe Victoria                    | erster Präsident Mexikos | 56    |       |
| 26. März | Anton Overmann II.                    | deutscher Orgelbauer | 55    |       |
| 27. März | Martin-Guillaume Biennais             | französischer Kunsttischler sowie Gold- und Silberschmied                                                                    | 78    |       |
| 27. März | Jakob Gauermann                       | deutscher Maler, Zeichner und Kupferstecher                                                                                  | 69    |       |
| 27. März | Samuel McRoberts                      | US-amerikanischer Politiker                                                                                                  | 43    |       |
| 27. März | Karl Salomo Zachariae                 | deutscher Rechtswissenschaftler                                                                                              | 73    |       |
| 28. März | Friedrich Wilhelm Karl von Aderkas    | deutscher Offizier und Hochschullehrer                                                                                       | 75    |       |
| 28. März | Eugène Gruffat                        | Generalminister der Kapuziner                                                                                                | 73    |       |
| 29. März | Friedrich Albert Franz Krug von Nidda | deutscher Autor | 66    |       |
| 29. März | Alem Marr                             | US-amerikanischer Politiker                                                                                                  | 55    |       |
| 29. März | Johann David Schlichthorst            | deutscher evangelischer Geistlicher                                                                                          | 43    |       |
| 30. März | Theodor Wilhelm Heinrich Bank         | deutscher lutherischer Theologe, Generalsuperintendent und Abt                                                               | 63    |       |
| 31. März | Anton Ludwig Blaßmann                 | deutscher Architekt und Hofbaumeister                                                                                        | 58    |       |
| 31. März | Thomas Fowler                         | Mathematiker und Erfinder |       |       |
| 31. März | George A. Waggaman                    | US-amerikanischer Politiker                                                                                                  |       |       |

## April
| Tag       | Name                               | Beruf, bekannt als                                                                   | Alter | Beleg |
| --------- | ---------------------------------- | ------------------------------------------------------------------------------------ | ----- | ----- |
| 1. April  | John Armstrong junior              | US-amerikanischer Soldat und Politiker                                               | 84    |       |
| 1. April  | Franz von Harting                  | kaiserlich österreichischer Generalmajor                                             | 64    |       |
| 3. April  | Matthias Joseph Anker              | österreichischer Geologe                                                             |       |       |
| 3. April  | William Lattimore                  | US-amerikanischer Politiker                                                          | 69    |       |
| 4. April  | Georg Hallwachs                    | nationalliberaler hessischer Politiker                                               | 54    |       |
| 4. April  | Emanuel Linder                     | Schweizer Altphilologe, Theologe und Historiker                                      | 75    |       |
| 11. April | David Hess                         | Zürcher Schriftsteller und Maler                                                     | 72    |       |
| 11. April | Gawrila Andrejewitsch Ratschinski  | russischer Komponist                                                                 |       |       |
| 13. April | Pedro Alejandro Auber              | französisch-kubanischer Botaniker und Naturwissenschaftler                           |       |       |
| 14. April | Joseph Lanner                      | österreichischer Komponist und Violinist                                             | 42    |       |
| 15. April | Reuben Whallon                     | US-amerikanischer Jurist und Politiker                                               | 66    |       |
| 16. April | Thomas Culbreth                    | US-amerikanischer Politiker                                                          | 57    |       |
| 16. April | Leopold Krug                       | deutscher Nationalökonom und Statistiker                                             | 72    |       |
| 17. April | Christian Friedrich von Deutsch    | deutscher Mediziner, Hochschullehrer sowie Rektor der Universität Dorpat (1809–1810) | 74    |       |
| 19. April | Ernst Elias Niebergall             | deutscher Schriftsteller                                                             | 28    |       |
| 20. April | Monrose                            | französischer Theaterschauspieler und Komödiant                                      | 59    |       |
| 21. April | Augustus Frederick, Duke of Sussex | Herzog von Sussex                                                                    | 70    |       |
| 21. April | Johann Heinrich Martens            | deutscher Landschaftsmaler                                                           | 27    |       |
| 23. April | James M. Garnett                   | US-amerikanischer Politiker                                                          | 72    |       |
| 23. April | Johann Michael Zeyher              | deutscher Gärtner und Botaniker                                                      | 72    |       |
| 25. April | Eduard August Feuerbach            | deutscher Rechtswissenschaftler                                                      | 40    |       |
| 25. April | John McCracken Robinson            | US-amerikanischer Jurist und Politiker                                               | 49    |       |
| 26. April | Kagawa Kageki                      | japanischer Dichter                                                                  | 74    |       |
| 28. April | William Wallace                    | schottischer Mathematiker                                                            | 74    |       |
| 30. April | Gaspard de Chabrol                 | französischer Verwaltungsbeamter                                                     | 69    |       |
| 30. April | Friedrich Moritz Stamm             | deutscher Architekt und Baubeamter in Bremen                                         |       |       |

## Mai
| Tag     | Name                                            | Beruf, bekannt als                                                                        | Alter | Beleg |
| ------- | ----------------------------------------------- | ----------------------------------------------------------------------------------------- | ----- | ----- |
| 1. Mai  | Karl August Gottschalk                          | deutscher Jurist                                                                          | 66    |       |
| 1. Mai  | Ernst Friedrich Haupt                           | Bürgermeister der Stadt Zittau, Jurist, Historiker und Autor                              | 68    |       |
| 2. Mai  | Heinrich von Beust                              | königlich-sächsischer Amtshauptmann und Besitzer der Rittergüter Neuensalz und Zobes      | 64    |       |
| 2. Mai  | József Dessewffy                                | ungarischer Jurist, Politiker und Schriftsteller                                          | 72    |       |
| 3. Mai  | Franz Xaver Gebel                               | deutscher Pianist, Dirigent und Komponist                                                 |       |       |
| 3. Mai  | Thomas Hislop, 1. Baronet                       | britischer Militär und stellvertretender Gouverneur von Trinidad                          | 80    |       |
| 3. Mai  | Georg Wilhelm Müller                            | deutscher Artillerieoffizier, Geodät und Lehrer                                           | 57    |       |
| 3. Mai  | Karl von Rheinbaben                             | preußischer Generalleutnant, Kanonikus des Kollegialstifts St. Peter und Paul             | 61    |       |
| 4. Mai  | Friedrich Wilhelm Facius                        | deutscher Graveur, Steinschneider, Hofmedailleur, Erfinder                                | 78    |       |
| 4. Mai  | James Patton Preston                            | US-amerikanischer Politiker                                                               | 68    |       |
| 4. Mai  | Eduard Rottmanner                               | deutscher Kirchenmusikkomponist                                                           | 33    |       |
| 8. Mai  | Franz Geiger                                    | deutsch-schweizerischer katholischer Theologe und Kirchenhistoriker                       | 87    |       |
| 8. Mai  | Sigmund von Gemmingen-Hornberg zu Treschklingen | deutscher Adliger, Oberst und Vormund der Prinzessinnen zu Baden, Ehrenbürger Mannheims   | 66    |       |
| 10. Mai | Juan Benito Blanco                              | uruguayischer Politiker                                                                   | 54    |       |
| 10. Mai | Nikita Michailowitsch Murawjow                  | russischer Dekabrist                                                                      | 46    |       |
| 11. Mai | Heinrich Adolph von Gablenz                     | sächsischer Offizier                                                                      |       |       |
| 12. Mai | Charlotte von Kalb                              | deutsche Schriftstellerin                                                                 | 81    |       |
| 12. Mai | Johann Georg Lickl                              | österreichischer Komponist                                                                | 74    |       |
| 13. Mai | Agnes Franz                                     | deutsche Schriftstellerin                                                                 | 49    |       |
| 13. Mai | Hans Ernst von Kottwitz                         | deutscher Philanthrop                                                                     | 85    |       |
| 17. Mai | Joseph Sellner                                  | deutsch-österreichischer Oboist, Gitarrist, Komponist und Musikpädagoge                   | 56    |       |
| 18. Mai | Friedrich Christoph Perthes                     | deutscher Buchhändler und Verleger                                                        | 71    |       |
| 20. Mai | Bartolomé Altemir                               | spanischer Franziskaner, Universitätsprofessor und Generalminister des Franziskanerordens | 59    |       |
| 20. Mai | Johann Michael Hauber                           | deutscher katholischer Geistlicher, Schriftsteller und Hofkapellmeister                   | 64    |       |
| 21. Mai | Heinrich Alexander von Reibnitz                 | preußischer Land-, Justiz-, Kriegs- und Domänenrat                                        |       |       |
| 24. Mai | Sylvestre Lacroix                               | französischer Mathematiker                                                                | 78    |       |
| 28. Mai | Georg Heinrich Deicke                           | deutscher Papiergroßhändler, Kommunalpolitiker und Autor                                  | 78    |       |
| 28. Mai | Noah Webster                                    | amerikanischer Lexikograf, Rechtschreibreformer, Publizist, Übersetzer und Schriftsteller | 84    |       |
| 30. Mai | Afanassi Iwanowitsch Krassowski                 | Generaladjutant und General der Infanterie der Kaiserlich Russischen Armee                | 62    |       |
| 31. Mai | Ludwig Friedrich Otto Baumgarten-Crusius        | deutscher Theologe                                                                        | 54    |       |
| Mai     | Karl Heinrich Endell                            | preußischer Regierungsrat und Oberbürgermeister von Frankfurt a. O. (1810–1816)           |       |       |

## Juni
| Tag      | Name                                             | Beruf, bekannt als                                                                           | Alter | Beleg |
| -------- | ------------------------------------------------ | -------------------------------------------------------------------------------------------- | ----- | ----- |
| 1. Juni  | Anton Bauer                                      | deutscher Rechtswissenschaftler                                                              | 70    |       |
| 1. Juni  | Heinrich Carl Ludwig von Löwenstern              | deutsch-baltischer Diplomat in russischen Diensten und Vizegouverneur von Estland            | 59    |       |
| 2. Juni  | Georg Friedrich Haese                            | deutscher agrarpolitischer Reformer                                                          | 80    |       |
| 4. Juni  | Ippolito Rosellini                               | italienischer Ägyptologe                                                                     | 42    |       |
| 6. Juni  | Johann Dietrich Christian Lauenstein             | deutscher evangelischer Pastor, Superintendent und Schriftsteller                            | 67    |       |
| 7. Juni  | Alexis Bouvard                                   | französischer Astronom                                                                       | 75    |       |
| 7. Juni  | Friedrich Hölderlin                              | deutscher Lyriker                                                                            | 73    |       |
| 7. Juni  | Georges Michel                                   | französischer Landschaftsmaler                                                               | 80    |       |
| 7. Juni  | Markijan Schaschkewytsch                         | ukrainischer Schriftsteller; Dichter; Priester der ukrainisch griechisch-katholischen Kirche | 31    |       |
| 8. Juni  | George Plumer                                    | US-amerikanischer Politiker                                                                  | 80    |       |
| 9. Juni  | Christian Karl Friedrich Wilhelm von Nettelbladt | deutscher Jurist und Freimaurer                                                              | 64    |       |
| 10. Juni | Karl von Bernuth                                 | deutscher Jurist                                                                             | 68    |       |
| 10. Juni | Theodor Gottlieb von Hippel der Jüngere          | preußischer Staatsmann und Regierungspräsident in Oppeln (1823–1837)                         | 67    |       |
| 11. Juni | Michael Leopold Enk von der Burg                 | österreichischer Autor                                                                       | 55    |       |
| 11. Juni | François-Xavier Donzelot                         | französischer Politiker und General                                                          | 79    |       |
| 11. Juni | Alexander John Forsyth                           | schottischer Geistlicher und Erfinder                                                        | 73    |       |
| 11. Juni | Ludwig Adolf Peter zu Sayn-Wittgenstein          | Generalfeldmarschall der russischen Armee                                                    | 74    |       |
| 13. Juni | Johannes Neeb                                    | Landtagsabgeordneter Großherzogtum Hessen                                                    | 75    |       |
| 14. Juni | Johann Heinrich August von Duncker               | deutscher Optiker                                                                            | 76    |       |
| 14. Juni | Claudius Maria Paul Tharin                       | Bischof von Straßburg                                                                        | 55    |       |
| 15. Juni | Barker Burnell                                   | US-amerikanischer Politiker                                                                  | 45    |       |
| 17. Juni | William Cathcart, 1. Earl Cathcart               | britischer General und Diplomat                                                              | 87    |       |
| 17. Juni | Adam Gottlob Detlev von Moltke                   | deutsch-dänischer Gutsbesitzer, Lyriker und Dichter                                          | 78    |       |
| 17. Juni | Johann Natterer                                  | österreichischer Naturforscher, Zoologe und Sammler                                          | 55    |       |
| 17. Juni | Jacob Spangler                                   | US-amerikanischer Politiker                                                                  | 75    |       |
| 17. Juni | Arthur Wakefield                                 | englischer Kapitän, Vertreter der New Zealand Company und Gründer von Nelson                 | 43    |       |
| 19. Juni | Ignaz Jeitteles                                  | österreichischer Schriftsteller                                                              |       |       |
| 20. Juni | Augustin-Marie d’Aboville                        | französischer Brigadegeneral der Artillerie                                                  | 67    |       |
| 20. Juni | Hugh S. Legaré                                   | US-amerikanischer Jurist und Politiker                                                       | 46    |       |
| 23. Juni | Detlev Friedrich Dreves                          | Jurist, Advokat und Landsyndikus der Mecklenburgischen Ritterschaft                          | 66    |       |
| 24. Juni | Johann Friedrich Kind                            | deutscher Schriftsteller                                                                     | 75    |       |
| 25. Juni | Peter Mathiesen Hentze                           | dänischer Pfarrer und Propst der Färöer                                                      | 89    |       |
| 25. Juni | Marie Anne Lenormand                             | französische Wahrsagerin                                                                     | 71    |       |
| 26. Juni | John Edwards                                     | US-amerikanischer Politiker                                                                  |       |       |
| 27. Juni | August Riedesel zu Eisenbach                     | Landtagspräsident, 28. Hessischer Erbmarschall                                               | 64    |       |
| 28. Juni | Therese Bartolozzi                               | deutsche Pianistin und Komponistin                                                           |       |       |

## Juli
| Tag      | Name                            | Beruf, bekannt als                                                                      | Alter | Beleg |
| -------- | ------------------------------- | --------------------------------------------------------------------------------------- | ----- | ----- |
| 1. Juli  | Ludwig Stock                    | deutscher Politiker, Bürgermeister von Borbeck                                          |       |       |
| 2. Juli  | Samuel Hahnemann                | deutscher Arzt                                                                          | 88    |       |
| 2. Juli  | Péter Klobusiczky               | Bischof der römisch-katholischen Kirche von Satu Mare (Sathmar, Erzbischof von Kalocsa) | 91    |       |
| 4. Juli  | Michel Berr                     | französischer Rechtsanwalt, Vorkämpfer der Judenemanzipation                            | 62    |       |
| 6. Juli  | Heinrich August Grosch          | Kupferstecher, Kunstmaler und Zeichenlehrer                                             | 80    |       |
| 7. Juli  | Josef Annegarn                  | katholischer Theologe und Pädagoge                                                      | 48    |       |
| 7. Juli  | Ludwig Philipp von Bombelles    | österreichischer Diplomat                                                               | 63    |       |
| 7. Juli  | John Holmes                     | US-amerikanischer Politiker                                                             | 70    |       |
| 8. Juli  | Thomas Lowndes                  | US-amerikanischer Politiker                                                             | 77    |       |
| 8. Juli  | Samuel Rösel                    | deutscher Landschaftsmaler und Hochschullehrer                                          |       |       |
| 9. Juli  | Washington Allston              | US-amerikanischer Maler und Dichter                                                     | 63    |       |
| 9. Juli  | Conrad Melchior Hirzel          | Schweizer Jurist und Politiker                                                          | 49    |       |
| 9. Juli  | Caroline Pichler                | österreichische Schriftstellerin, Lyrikerin und Kritikerin                              | 73    |       |
| 10. Juli | James Hillyar                   | Konteradmiral der Royal Navy                                                            |       |       |
| 12. Juli | Daniel Cruger                   | US-amerikanischer Rechtsanwalt und Politiker                                            | 62    |       |
| 12. Juli | Ihnatij Danylowytsch            | polnisch-ukrainischer Rechtswissenschaftler                                             | 55    |       |
| 13. Juli | John Rowan                      | US-amerikanischer Politiker                                                             | 70    |       |
| 14. Juli | Miguel Ricardo de Álava         | spanischer General und Diplomat                                                         | 72    |       |
| 15. Juli | Robert Steuart                  | britischer Botschafter                                                                  |       |       |
| 17. Juli | Christian Friedrich Mühlenbruch | deutscher Rechtswissenschaftler                                                         | 57    |       |
| 19. Juli | Johann Heinrich Carl Bornhardt  | deutscher Komponist, Pianist, Gitarrist und Musiklehrer                                 | 69    |       |
| 19. Juli | August von Preußen              | preußischer Prinz sowie General der Infanterie                                          | 63    |       |
| 21. Juli | Carlo Peda                      | italienischer Ordensgeistlicher, Generalsuperior der Barnabiten und Bischof von Assisi  | 75    |       |
| 22. Juli | Giustiniano degli Avancini      | italienischer Maler                                                                     | 36    |       |
| 22. Juli | Johann Anton Friedrich Reil     | deutsch-österreichischer Schauspieler und Schriftsteller                                | 70    |       |
| 23. Juli | Antonín Mánes                   | tschechischer Maler und Zeichner des Romantismus                                        | 58    |       |
| 25. Juli | Charles Macintosh               | schottischer Chemiker                                                                   | 76    |       |
| 25. Juli | Carl Friedrich von Rumohr       | deutscher Kunsthistoriker, Schriftsteller und Gastrosoph                                | 58    |       |
| 27. Juli | Johann Bernhard Braun           | deutscher Unternehmer, Mitglied der kurhessischen Ständeversammlung                     | 48    |       |
| 27. Juli | Ernst Ferdinand Rückert         | Arzt, medizinischer Schriftsteller und Übersetzer                                       | 48    |       |
| 29. Juli | Philipp Heinel                  | deutscher Maler                                                                         | 42    |       |
| 29. Juli | Gottfried Bernhard Loos         | deutscher Münzmeister, Numismatiker und Unternehmer                                     | 69    |       |

## August
| Tag        | Name                                | Beruf, bekannt als                                                                                         | Alter | Beleg |
| ---------- | ----------------------------------- | --- | ----- | ----- |
| 1. August  | Karl Scheller                       | deutscher Mediziner und Sprachforscher                                                                     | 69    |       |
| 3. August  | Fabrizio Sceberras Testaferrata     | maltesischer Kardinal                                                                                      | 86    |       |
| 5. August  | Bonifaz Rist                        | bayerischer Politiker und Unternehmer                                                                      |       | [ 1 ] |
| 7. August  | James Coffield Mitchell             | US-amerikanischer Politiker                                                                                | 57    |       |
| 7. August  | Karl Gottfried Siebelis             | deutscher klassischer Philologe und Pädagoge                                                               | 73    |       |
| 8. August  | Adolph Henke                        | Begründer der Rechtsmedizin, Hochschullehrer für Physiologie, Pathologie und Staatsarzneikunde in Erlangen | 68    |       |
| 8. August  | Mortimer von Maltzahn               | preußischer Diplomat und Außenminister (1841–1842)                                                         | 50    |       |
| 9. August  | Maria Clementine Martin             | deutsche Klosterfrau und Erfinderin des Klosterfrau-Melissengeistes                                        | 68    |       |
| 10. August | Robert Adrain                       | US-amerikanischer Mathematiker                                                                             | 67    |       |
| 10. August | Jakob Friedrich Fries               | deutscher Philosoph                                                                                        | 69    |       |
| 11. August | Moritz Fabian Roten                 | Schweizer römisch-katholischer Geistlicher und Bischof von Sitten                                          | 60    |       |
| 12. August | Toussaint Charbonneau               | kanadischer Forschungsreisender, Händler, Mitglied der Lewis-und-Clark-Expedition                          |       |       |
| 12. August | Jean-Pierre Cortot                  | französischer Bildhauer                                                                                    | 55    |       |
| 12. August | Franz-Ludwig Mersy                  | deutscher Theologe                                                                                         | 57    |       |
| 15. August | Robert Bakewell                     | englischer Geologe                                                                                         |       |       |
| 16. August | Benjamin Pickman                    | US-amerikanischer Politiker                                                                                | 79    |       |
| 17. August | Lucas Elmendorf                     | US-amerikanischer Politiker                                                                                |       |       |
| 17. August | Ernst Friedrich Hartig              | deutscher Forstbeamter und Forstwissenschaftler                                                            | 70    |       |
| 19. August | Müllner-Peter                       | bayerischer Musiker und Universalgelehrter                                                                 | 77    |       |
| 20. August | Minna Körner                        | deutsche Malerin und Schriftstellerin; Frau von Christian Gottfried Körner                                 | 81    |       |
| 20. August | Hryhorij Kwitka-Osnowjanenko        | ukrainischer Schriftsteller, Journalist und Dramatiker                                                     | 64    |       |
| 21. August | Keith Alexander Jackson             | britischer Offizier                                                                                        | 45    |       |
| 22. August | Wilhelm Arnold Günther              | Stadtarchivar in Koblenz und Weihbischof in Trier                                                          | 79    |       |
| 22. August | Carl Theodor Ottmer                 | deutscher Architekt und braunschweigischer Baubeamter                                                      | 43    |       |
| 23. August | Ernst Friedrich Pfotenhauer         | deutscher Rechtswissenschaftler                                                                            | 72    |       |
| 24. August | Asa Fitch                           | US-amerikanischer Offizier, Arzt und Politiker                                                             | 77    |       |
| 25. August | Friedrich Leuckart                  | deutscher Mediziner und Naturforscher                                                                      | 48    |       |
| 26. August | Aloys Franz Bernhard van Langenberg | deutscher Verwaltungsjurist                                                                                | 73    |       |
| 28. August | Maurus Gandershofer                 | deutscher Historiker, Bibliothekar und Mitarbeiter der Bayerischen Akademie der Wissenschaften             | 63    |       |
| 28. August | Vincenz Küng                        | Schweizer Politiker                                                                                        | 78    |       |
| 29. August | Ludwig Levin Jacobson               | dänischer Mediziner                                                                                        | 60    |       |
| August     | Sequoyah                            | Entwickler eines indianischen Alphabets                                                                    |       |       |

## September
| Tag           | Name                                        | Beruf, bekannt als                                                                                                 | Alter | Beleg |
| ------------- | ------------------------------------------- | --- | ----- | ----- |
| 2. September  | Friedrich John                              | Kupferstecher | 74    |       |
| 2. September  | Giacomo Sinibaldi                           | italienischer Geistlicher, Kurienbischof der römisch-katholischen Kirche                                           | 77    |       |
| 2. September  | Johann Christoph Wöhrmann                   | baltendeutscher Kaufmann und preußischer Generalkonsul in Riga                                                     | 59    |       |
| 3. September  | Percy Jocelyn                               | anglikanischer Bischof                                                                                             | 78    |       |
| 4. September  | Léopoldine Hugo                             | älteste Tochter von Victor Hugo und Adèle Foucher                                                                  | 19    |       |
| 4. September  | Hermann Diedrich Piepenstock                | deutscher Kaufmann und Fabrikant                                                                                   | 61    |       |
| 4. September  | Lion Ullmann                                | deutscher Rabbiner                                                                                                 | 38    |       |
| 6. September  | Jean-François Vuarin                        | Schweizer römisch-katholischer Geistlicher                                                                         | 74    |       |
| 6. September  | Caroline Eichler                            | deutsche Bandagistin, Instrumentenmacherin und Konstrukteurin                                                      |       |       |
| 7. September  | Johann Paul Mohr                            | deutsch-dänischer Landschaftsmaler                                                                                 | 35    |       |
| 8. September  | Graham H. Chapin                            | US-amerikanischer Jurist und Politiker                                                                             | 44    |       |
| 8. September  | Karl Ludwig Stockhorner von Starein         | badischer Generalleutnant                                                                                          | 70    |       |
| 9. September  | Günther von Berg                            | deutscher Politiker und publizistisch-juristischer Schriftsteller                                                  | 77    |       |
| 10. September | George Cary                                 | US-amerikanischer Politiker                                                                                        | 54    |       |
| 10. September | Ignatz Hardt                                | bayerischer Bürgermeister                                                                                          | 60    |       |
| 11. September | Ebenezer Mattoon                            | US-amerikanischer Politiker                                                                                        | 88    |       |
| 11. September | Joseph Nicolas Nicollet                     | französischer Mathematiker und Geograph                                                                            | 57    |       |
| 13. September | Wilhelmine Korn                             | österreichische Theaterschauspielerin                                                                              | 56    |       |
| 14. September | Carl Almenräder                             | deutscher Fagottist und Instrumentenbauer                                                                          | 56    |       |
| 15. September | Karl von Grolman                            | preußischer General der Infanterie, Kommandierender General des V. Armee-Korps                                     | 66    |       |
| 16. September | Friedrich Gütte                             | preußischer Verwaltungsbeamter und Gründer des Seebads Zoppot                                                      | 64    |       |
| 16. September | Johann Sigismund von Mösting                | dänischer Adeliger und Staatsmann                                                                                  | 83    |       |
| 16. September | José María Queipo de Llano Ruiz de Saravia  | Regierungspräsident von Spanien                                                                                    | 56    |       |
| 18. September | Ignaz Theodor Liborius Meyer                | deutscher Domkapitular, Archivar und Landeshistoriker                                                              | 70    |       |
| 19. September | Gaspard Gustave de Coriolis                 | französischer Mathematiker und Physiker                                                                            | 51    |       |
| 19. September | Karl Ruß                                    | österreichischer Maler des Biedermeier                                                                             | 64    |       |
| 20. September | Heinrich Graf zu Dohna-Wundlacken           | preußischer Offizier und Beamter sowie Regierungspräsident in Köslin (1818–1831) und Königsberg i. Pr. (1835–1843) | 66    |       |
| 20. September | Christian Friedrich Löw                     | württembergischer Politiker                                                                                        | 65    |       |
| 20. September | Thomas Barnett                              | texanischer Siedler, Politiker und Jurist                                                                          | 45    |       |
| 21. September | José Antonio Picasarri                      | argentinischer Musiker und Geistlicher                                                                             | 74    |       |
| 22. September | Henry Ware Jr.                              | US-amerikanischer unitarischer Theologe                                                                            | 49    |       |
| 24. September | Makarius Falter                             | Klavierlehrer und Musikverleger                                                                                    | 81    |       |
| 25. September | Joseph Rosati                               | erster Erzbischof von St. Louis                                                                                    | 54    |       |
| 26. September | Johann Josef Ganahl                         | österreichischer Unternehmer, Textilindustrieller                                                                  | 72    |       |
| 27. September | Guillaume Michel Jérôme Meiffren de Laugier | französischer Politiker und Ornithologe                                                                            | 70    |       |
| 27. September | Burkhard Wilhelm Seiler                     | deutscher Mediziner                                                                                                | 64    |       |
| 28. September | Reinhold Bernhard Jachmann                  | deutscher Theologe und Pädagoge, preußischer neuhumanistischer Schulreformer                                       | 76    |       |
| 28. September | Ignaz Franz Zimmermann                      | österreichischer Geistlicher, Bischof von Lavant                                                                   | 66    |       |
| 30. September | Richard Harlan                              | US-amerikanischer Zoologe, Arzt und Paläontologe                                                                   | 47    |       |
| 30. September | William Allen                               | britischer Wissenschaftler, Unternehmer, Sozialreformer, Abolitionist und Philanthrop                              | 73    |       |

## Oktober
| Tag         | Name                                    | Beruf, bekannt als                                            | Alter | Beleg |
| ----------- | --------------------------------------- | ------------------------------------------------------------- | ----- | ----- |
| 1. Oktober  | William Kinney                          | US-amerikanischer Politiker                                   |       |       |
| 3. Oktober  | Lewis F. Linn                           | US-amerikanischer Politiker                                   | 47    |       |
| 5. Oktober  | Hans Ernst von Haugwitz                 | preußischer Landschaftsdirektor und Landrat                   | 63    |       |
| 6. Oktober  | Carl Amon                               | österreichischer Maler                                        |       |       |
| 6. Oktober  | Ulrich Justus Hermann Becker            | deutscher Gymnasiallehrer                                     | 52    |       |
| 6. Oktober  | Archibald Campbell                      | britischer General                                            | 74    |       |
| 8. Oktober  | Joachim Heinrich Voß                    | Königlicher Hofgärtner in Sanssouci                           | 79    |       |
| 10. Oktober | Hilletje Rivier                         | niederländische Schauspielerin                                |       |       |
| 10. Oktober | Heinrich Ulrichs                        | deutscher Klassischer Philologe                               | 36    |       |
| 11. Oktober | Josef Gerhard Cornelius                 | deutscher Theaterschauspieler und -regisseur                  |       |       |
| 11. Oktober | Alessandro Giustiniani                  | italienischer Kardinal                                        | 65    |       |
| 13. Oktober | Friedrich Pogge                         | deutscher Landwirt                                            | 52    |       |
| 14. Oktober | Maximilian Emanuel von Lerchenfeld      | deutscher Politiker                                           | 64    |       |
| 15. Oktober | Ernst Wilhelm Conrad Gössel             | vogtländischer Kaufmann und Textilunternehmer                 |       |       |
| 15. Oktober | Johann Wilhelm Mannagetta von Lerchenau | österreichischer Bankfachmann und Schriftsteller              | 58    |       |
| 15. Oktober | John Millen                             | US-amerikanischer Politiker                                   |       |       |
| 18. Oktober | Ebenezer Elmer                          | US-amerikanischer Politiker                                   | 91    |       |
| 18. Oktober | Charles Hooks                           | US-amerikanischer Politiker                                   | 75    |       |
| 19. Oktober | Louis-Barthélémy Pradher                | französischer Pianist, Komponist und Musikpädagoge            | 60    |       |
| 20. Oktober | Theodor Ziemssen                        | deutscher Pädagoge und Theologe                               | 66    |       |
| 21. Oktober | Philipp Joseph Rehfues                  | deutscher Schriftsteller                                      | 64    |       |
| 22. Oktober | Thomas Kenan                            | US-amerikanischer Politiker                                   | 72    |       |
| 24. Oktober | Ernst Gustav von Gersdorf               | deutscher Rittergutsbesitzer, Jurist und Politiker            | 63    |       |
| 24. Oktober | Roman Sołtyk                            | polnischer General                                            |       |       |
| 25. Oktober | Charles Biddle Shepard                  | US-amerikanischer Politiker                                   | 34    |       |
| 26. Oktober | Johann Christian August Heinroth        | deutscher Psychiater                                          | 70    |       |
| 28. Oktober | Karl von Caspers                        | bayerischer Generalmajor                                      | 67    |       |
| 28. Oktober | Karl Lappe                              | deutscher Dichter                                             | 70    |       |
| 28. Oktober | Thomas Robinson junior                  | US-amerikanischer Politiker                                   |       |       |
| 31. Oktober | Carl Gesterding                         | deutscher Jurist, Historiker und Bürgermeister von Greifswald | 69    |       |
| Oktober     | Henry Froude Seagram                    | Gouverneur von Gambia                                         |       |       |

## November
| Tag          | Name                                | Beruf, bekannt als                                                   | Alter | Beleg |
| ------------ | ----------------------------------- | -------------------------------------------------------------------- | ----- | ----- |
| 1. November  | Julius Vincenz von Krombholz        | deutschböhmischer Arzt, Botaniker und Mykologe                       | 60    |       |
| 2. November  | Salomon Philipp Gans                | deutscher Jurist und Publizist                                       | 55    |       |
| 3. November  | Edward Philip Livingston            | US-amerikanischer Politiker                                          | 63    |       |
| 5. November  | Claus Kröncke                       | deutscher Landschaftsarchitekt                                       | 72    |       |
| 5. November  | Jodok Friedrich Wilhelm             | Stuckateur im süddeutschen Raum                                      | 46    |       |
| 7. November  | Franz Xaver von Zwack               | bayerischer Staatsrat                                                | 87    |       |
| 8. November  | Georg Justus Friedrich Noeldecke    | deutscher Arzt und Schriftsteller                                    | 75    |       |
| 9. November  | Lazarus Gumpel                      | deutscher Kaufmann und Stifter                                       | 73    |       |
| 10. November | Ernst von der Schulenburg           | preußischer Landrat                                                  | 31    |       |
| 10. November | John Trumbull                       | US-amerikanischer Künstler                                           | 87    |       |
| 11. November | Friederike Reinhardt                | Schriftstellerin                                                     | 73    |       |
| 11. November | Georg Ludwig von Köller-Banner      | preußischer Landschaftsrat                                           | 67    |       |
| 15. November | Carl August Buchholz                | deutscher Advokat, Diplomat und Syndicus der Hansestadt Lübeck       | 58    |       |
| 15. November | Eldred Pottinger                    | britischer Militärdiplomat                                           | 32    |       |
| 16. November | Abraham Colles                      | irischer Chirurg und Anatom                                          | 70    |       |
| 16. November | Jeanne-Émilie Leverd                | französische Schauspielerin                                          | 55    |       |
| 18. November | Armand Beauvais                     | US-amerikanischer Politiker                                          | 60    |       |
| 18. November | Louis Mayer                         | deutscher Landschaftsmaler                                           | 52    |       |
| 19. November | Carlo Maria Pedicini                | italienischer Geistlicher, römisch-katholischer Kardinal und Bischof | 74    |       |
| 20. November | Carl Christian von Flatt            | deutscher evangelischer Theologe und Philosoph                       | 71    |       |
| 20. November | Ferdinand Rudolph Hassler           | Schweizer Geodät und Leiter der US-amerikanischen Küstenvermessung   | 73    |       |
| 22. November | Francis Macnaghten                  | britischer Richter am Obersten Gerichtshof in Madras und Bengalen    | 80    |       |
| 24. November | Franz Georg Dominik von Waldstätten | österreichischer Offizier                                            | 68    |       |
| 25. November | August von Rosthorn                 | österreichischer Industrieller                                       | 54    |       |
| 25. November | Arnold von Schutter                 | preußischer Generalleutnant                                          |       |       |
| 27. November | Benjamin Trott                      | amerikanischer Maler                                                 |       |       |
| 28. November | Nicholas William Brady              | irischer Politiker                                                   | 52    |       |
| 28. November | Niccola Ferrarelli                  | italienischer Kurienbischof                                          | 81    |       |
| 28. November | József Ficzkó                       | kroatischer Schriftsteller und katholischer Priester                 |       |       |
| 29. November | Friedrich Gotthelf Baumgärtner      | deutscher Jurist, Verleger und Schriftsteller                        | 84    |       |
| 30. November | George Dedolph                      | deutscher Jurist, Mitglied der kurhessischen Ständeversammlung       | 54    |       |
| 30. November | Philipp Jacob von Gülich            | deutscher Jurist                                                     | 66    |       |
| 30. November | Moritz O’Donnell von Tyrconell      | k.k. Feldmarschall-Lieutenant und Kämmerer                           |       |       |

## Dezember
| Tag          | Name                                           | Beruf, bekannt als                                        | Alter | Beleg |
| ------------ | ---------------------------------------------- | --------------------------------------------------------- | ----- | ----- |
| 2. Dezember  | Johannes Niederer                              | Schweizer Pfarrer, Pädagoge und Philosoph                 | 64    |       |
| 3. Dezember  | Gustav Siegfried                               | Schweizer Fabrikant und Frühsozialist                     | 35    |       |
| 5. Dezember  | Romeo Maurenbrecher                            | deutscher Jurist                                          | 40    |       |
| 6. Dezember  | Caspar Tobias Zollikofer                       | Schweizer Pharmazeut und Naturforscher                    | 69    |       |
| 7. Dezember  | George M. Bedinger                             | US-amerikanischer Politiker                               | 86    |       |
| 9. Dezember  | Agustín Gutiérrez Lizaurzábal                  | Präsident Costa Ricas                                     | 80    |       |
| 11. Dezember | Casimir Delavigne                              | französischer Dichter                                     | 50    |       |
| 12. Dezember | Wilhelm I.                                     | erster König der Niederlande                              | 71    |       |
| 13. Dezember | Dietrich Monten                                | deutscher Militärmaler                                    | 44    |       |
| 14. Dezember | John Claudius Loudon                           | schottischer Botaniker und Landschaftsarchitekt           | 60    |       |
| 15. Dezember | Vukašin Radišić                                | serbischer Diplomat, Dichter, Altphilologe und Übersetzer |       |       |
| 16. Dezember | Alessandro Spada                               | italienischer Kardinal der Römischen Kirche               | 56    |       |
| 17. Dezember | Carl Ludwig Lithander                          | finnisch-schwedischer Musiker und Komponist               | 70    |       |
| 18. Dezember | Thomas Graham, 1. Baron Lynedoch               | schottischer Aristokrat, Politiker und General            | 95    |       |
| 18. Dezember | Wilhelm Heinrich Reichenbach                   | herzoglich württembergischer Leib- und Regimentsmedikus   | 80    |       |
| 18. Dezember | Smith Thompson                                 | US-amerikanischer Jurist und Politiker                    | 75    |       |
| 19. Dezember | Karl August Gründler                           | deutscher Rechtswissenschaftler und Hochschullehrer       | 74    |       |
| 19. Dezember | Christian Lauteren                             | Unternehmer und Landtagsabgeordneter Großherzogtum Hessen | 88    |       |
| 20. Dezember | Michael Bach                                   | österreichischer Jurist                                   | 59    |       |
| 20. Dezember | James West Clark                               | US-amerikanischer Politiker                               | 64    |       |
| 25. Dezember | Johann Jacob Daniel Weiß                       | Fabrikant chirurgischer Instrumente                       | 70    |       |
| 27. Dezember | Christoph Joseph Alexandre Mathieu de Dombasle | französischer Agrarwissenschaftler                        | 66    |       |
| 28. Dezember | Karl Schildener                                | deutscher Jurist, Rechtshistoriker und Hochschullehrer    | 66    |       |
| 28. Dezember | Nicolas Villeroy                               | Eisengießer und Gründer der Keramikfirma Villeroy & Boch  | 84    |       |
| 29. Dezember | Johann Baumgarten                              | deutscher Arzt und Botaniker                              | 78    |       |
| 29. Dezember | Jean Jacques Cuny                              | deutscher Kaufmann und Unternehmer                        |       |       |

## Datum unbekannt
| Tag | Name                                  | Beruf, bekannt als | Alter | Beleg |
| --- | ------------------------------------- | --- | ----- | ----- |
|     | Abdallah II. ibn Thunayyan            | Imam der Wahhabiten (1841–1843)                                                                                                   |       |       |
|     | Joseph Nikolaus Allgeyer              | deutscher Orgelbauer |       |       |
|     | Julián Álvarez                        | uruguayischer Politiker |       |       |
|     | Johanna Antoni                        | deutsche Schriftstellerin |       |       |
|     | John Roger Arnold                     | englischer Uhrmacher |       |       |
|     | Christopher Bechtler                  | deutsch-US-amerikanischer Goldschmied und Feinmechaniker                                                                          |       |       |
|     | John Biscoe                           | englischer Entdecker |       |       |
|     | Ernst Bitter                          | preußischer Verwaltungsjurist |       |       |
|     | Heinrich Wilhelm Danzmann             | deutscher Mediziner, Stadtphysicus in Lübeck und erster Badearzt in Travemünde                                                    |       |       |
|     | James Dawkins                         | britischer Unterhausabgeordneter                                                                                                  |       |       |
|     | Christian Friedrich Deiker            | deutscher Zeichenlehrer, Miniatur- und Porträtmaler                                                                               |       |       |
|     | Claude Deschamps                      | französischer Ingenieur |       |       |
|     | Jean-Baptiste de Gouey La Besnardière | französischer Ministerialbeamter und Staatsrat                                                                                    |       |       |
|     | Carl Ludwig Hofmeister                | Maler von Wiener Bilderuhren |       |       |
|     | Christoph Hopfengärtner               | Schweizer Ebenist |       |       |
|     | Howqua                                | chinesischer Kaufmann |       |       |
|     | Henry William Inwood                  | englischer Architekt, Archäologe, Gelehrter und Autor                                                                             |       |       |
|     | Johannes Koch                         | Lazarist und Rektor der Ruprecht-Karls-Universität                                                                                |       |       |
|     | August Moßdorff                       | französischer und hessen-darmstädtischer Verwaltungsbeamter und Revolutionär                                                      |       |       |
|     | Sayyid Kāzim Raschti                  | Führer des Schaichismus |       |       |
|     | Löw Sänger                            | deutscher Chasan in München |       |       |
|     | Georg von Sievers                     | russischer General |       |       |
|     | Alexander Jegorowitsch Staubert       | russischer Architekt |       |       |
|     | Miguel de la Torre                    | spanischer Feldmarschall, Oberkommandierender des spanischen Expeditionsheeres in Venezuela, Provinzgouverneur und Generalkapitän |       |       |
|     | Johann Eberhard Walcker               | deutscher Orgelbauer |       |       |